# 邢台医学院
邢台医学院是中华人民共和国的一所全日制本科公办普通高等学校，位于河北省邢台市。
2024年5月31日，中华人民共和国教育部同意以邢台医学高等专科学校为基础设立邢台医学院，同时撤销邢台医学高等专科学校的建制。